# Michael Stigler
Pour les articles homonymes, voir Stigler (homonymie).
 (septembre 2021).
Si vous disposez d'ouvrages ou d'articles de référence ou si vous connaissez des sites web de qualité traitant du thème abordé ici, merci de compléter l'article en donnant les références utiles à sa vérifiabilité et en les liant à la section « Notes et références ».
Michael Stigler (né le 4 mai 1992) est un athlète américain, spécialiste du 400 mètres haies.

## Biographie
Médaillé d'argent du 400 m haies lors des Championnats NACAC espoirs de 2014, il se classe deuxième des Championnats des États-Unis 2014 derrière son compatriote Johnny Dutch. 
En 2017, il termine deuxième des Championnats des États-Unis, derrière Eric Futch, après avoir porté son record personnel à 48 s 26 le 25 juin à Sacramento.

## Palmarès
| Date | Compétition                | Lieu     | Résultat | Épreuve     | Temps   |
| ---- | -------------------------- | -------- | -------- | ----------- | ------- |
| 2014 | Championnats NACAC espoirs | Kamloops | 2e       | 400 m haies | 49 s 98 |

## Records
| Épreuve     | Performance | Lieu       | Date         |
| ----------- | ----------- | ---------- | ------------ |
| 400 m haies | 48 s 26     | Sacramento | 25 juin 2017 |